# 교황 클레멘스 6세
교황 클레멘스 6세(라틴어: Clemens PP. VI, 이탈리아어: Papa Clemente VI)는 제198대 교황(재위: 1342년 5월 7일 ~ 1352년 12월 6일)이다. 본명은 피에르 로제(프랑스어: Pierre Roger)이다. 그는 재위기간 동안 흑사병(1346 ~ 1353)을 겪었다.

## 생애 초기

### 탄생과 가족 관계
피에르 로제는 오늘날 프랑스 리무쟁 로지에르데그레통 주의 일부인 마몽 성에서 마몽 로지에르데그레통 영주의 아들로 태어났다. 그의 형 기욤은 세 번이나 결혼해 슬하에 13명의 자녀를 두었으며, 동생 위그는 산 로렌초 인 다마소의 사제급 추기경이 되었다. 피에르에게는 델핀과 엘리오노르 두 명의 누이도 있었는데, 전자는 자크 드 베세와 혼인했으며, 후자는 자크 드 라 주지와 혼인했다. 기욤은 부인의 지참금으로 샹봉의 영주가 되었으며, 동생인 교황의 성직록 덕분에 보포르 자작이 되었다.

### 수도사와 학자
로제는 1301년 오베르뉴의 클레몽 교구에 있는 라셰즈듀의 베네딕도회 대수도원에 입회하였다. 그곳에서 6년 동안 지내면서 그는 르퓌의 주교 장 드 쿠멘시스와 수도원 원장 위그 다크로부터 고등 교육을 직접 받았다. 1307년 파리의 소르본 대학교에서 공부를 시작한 그는 나르본 대학교에 입학하였다. 주교와 수도원장의 지원을 받아 그는 리모주 교구의 성 판탈레온 수도원의 수도원장 지위를 부여받았다. 1323년 여름, 피에르는 파리에서 16년 간 신학과 교회법을 공부한 후 교황 요한 22세에 의해 신학박사 학위를 수여받고 신학을 가르칠 권한을 부여받았다. 당시 그의 나이는 31세였다. 그는 피에르 롱바르의 명제집을 대중에게 강의했으며, 토마스 아퀴나스의 저서들을 옹호하고 이를 널리 알렸다. 파도바의 마르실리우스가 쓴 《평화 옹호자》(Defensor Pacis)를 읽고 경악한 그는 1325년 이를 비판하고 교황 요한 22세를 변호하는 논문을 썼다.
1324년 4월 24일 그는 교황 요한 22세에 의해 라셰즈듀 대수도원에 소속된 생바우딜 수도원 수도원장에 임명되었으며, 1326년 6월 23일에는 프랑스에서 가장 중요한 수도원들 중의 한 곳이자 왕실 수도원인 페캉 대수도원의 아빠스가 되었다. 그는 1329년까지 아빠스직을 유지하였다.
피에르 로제는 자신의 벗이자 후원자인 피에르 드 모르트마르 추기경에 의해 아비뇽에 불림을 받았는데, 둘 다 프랑스 왕 샤를 4세와 가까운 사이였다. 안타깝게도 샤를 4세가 1328년 2월 1일 사망하면서 카페 왕조의 직계 혈통이 단절되었다.
페캉 수도원의 아빠스이자 에드워드 3세의 봉신으로서 피에르는 1328년 잉글랜드 왕 에드워드 3세에게 아키텐 공작으로서 프랑스 왕 필리프 6세에게 경의를 표하라고 권유하는 임무를 부여받았다. 하지만 그는 에드워드 왕으로부터 아무런 응답도 받지 못하고 프랑스로 돌아오면서 그의 임무는 성공하지 못했다.

## 주교
1328년 12월 3일 피에르 로제는 아라스의 주교가 되면서 필리프 6세의 궁정 일원이 되었다. 그는 1329년 11월 24일까지만 아라스의 주교를 지내다가 1년도 채 되지 않아서 센 대교구장으로 승품되었다. 그는 1년 1개월 동안 센 대교구장을 지내다가 1330년 12월 14일 루앙 대교구장에 임명되었다.
1329년 피에르가 센 대주교로 재직할 당시 교회 지도자들의 사법권을 포함한 문제들을 논의하기 위해 뱅센에서 열린 프랑스 주요 성직자 회의에 참석했다. 프랑스 왕 필리프 6세도 자리를 함께 했다. 회의에서는 피에르 드 쿠니에르 등 교회 당국의 사법권 행사에 반대하는 의견들이 많이 제시되었다. 피에르 로제는 1329년 12월 22일 교회의 권위를 대변하는 입장에 섰다.
1329년 교황 요한 22세의 설교 이후 논의된 지복직관 논쟁은 1333년에 이르러 심각한 수준에 이르렀다. 이 문제로 프랑스 궁정에 여러 상소가 빗발치자 결국 왕과 왕비는 만족할 만한 조언을 구하기로 하였다. 요한 22세는 파리 대학교가 자신의 생각에 반대한다는 사실을 알고 프란치스코회 총장 제라드 오도니스와 도미니코회 설교자를 파리 대학교에 보내 자신의 관점을 공개적으로 설파하도록 하였다. 필리프 왕은 1334년 크리스마스 직전에 교황의 주장에 반대하기로 의견을 모은 신학대학 석사들을 뱅센으로 부름으로써 그들에게 힘을 실어주었다. 왕은 개인적으로 그들의 의견을 교황에게 전해주었지만, 교황은 단지 왕에게 교황인 자신이 아직 명확하게 결정하지 않은 의견을 지지하는 것을 멈출 것을 요청하였다. 요한 22세는 루앙 대주교 피에르 로제에게 자신의 견해를 글로 적어 왕에게 설명하라고 지시했다. 아이러니하게도 피에르 로제는 지복직관 논쟁에 있어서 요한 22세의 편에 서지 않았다. 피에르 로제 대주교를 비롯해 신학자 피에르 드 라 팔뤼와 프랑스 재상 기욤 드 생트모르, 루앙 대교구의 수석부제 장 드 폴리냑 등으로 구성된 위원회는 교황과 이야기해 그의 생각을 바꾸려고 했으나 무위에 그쳤다. 1334년 초, 교황 요한 22세는 추기경들과 고위 성직자들과 신학 박사들과 교회 재판소 법률가들에게 이 문제를 철두철미하게 검토하고 그 결과를 보고할 것을 지시했다고 프랑스 왕에게 통보하였다. 요한 22세는 이 문제를 위원회에 일임하면서 자신의 체면을 차리는 데 급급했지만, 결국 임종 직전에 가서야 자신의 견해를 철회하였다. 그리고 본래 그의 생각은 그의 후임자인 교황 베네딕토 12세에 의해 공식적으로 단죄되었다.
1335년 4월 14일 피에르 로제의 벗이자 후원자인 피에르 드 모르트마르 추기경이 선종하면서 자신의 유언 집행자 중 한 사람으로 피에르 로제를 지명하였다.
1335년 9월 피에르 로제 대주교는 노트르담듀프헤(훗날의 본누벨) 수도원에서 루앙 지역 공의회를 소집하였다. 관구지역의 주교들 중 단 두 명만이 공의회에 참석했고, 나머지 주교 네 명은 대리인을 파견했다. 주교좌성당 참사회원들과 수도원의 아빠스들도 초대되었다. 공의회는 지역 성직자들이 자신들의 소임에 충실할 것을 촉구했다. 가장 주목할 만한 것은 십자군 원정에 참여하고자 한 왕의 바람에 응답하고자 주교들에게 이를 지원하는데 최선을 다하도록 격려한 것이다.

### 추기경
1338년 12월 18일 피에르 로제는 교황 베네딕토 12세에 의해 사제급 추기경에 서임되었다. 교황은 총 여섯 명의 추기경을 서임했는데, 그 중 넷은 수도자들로 두 명은 베네딕도회원이었고, 나머지는 시토회원과 메르체데스회원이었다. 또 한 명은 리미니 출신이었고, 나머지는 프랑스 남부 출신이었다. 네 명은 법률가였고, 나머지 두 명은 신학자였다. 그런데 추기경 서임자 한 명이 서임식 전에 선종하자 다른 인물로 교체되었다. 피에르 로제는 1339년 5월 5일 처음으로 아비뇽에 있는 교황청에 들어가 산티 네레오 데 아킬레오 성당을 명의본당으로 받았다.

## 교황

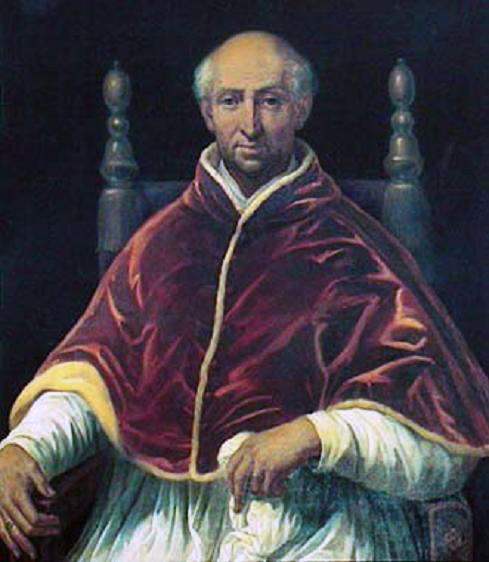
교황 클레멘스 6세

1342년 사순 시기 중에 나폴레오네 오르시니 추기경이 선종했다. 장례 미사는 성주간 월요일 아비뇽의 프란치스코회 성당에서 거행되었으며, 강론은 피에르 로제 추기경이 맡았다. 한달 후인 1342년 4월 25일, 교황 베네딕토 12세가 아비뇽의 교황궁에서 선종하였다. 필리프 6세 국왕은 즉시 피에르 로제를 교황에 선출되도록 하기 위해 장남인 장 왕자를 보냈으나 너무 늦게 도착해 아무런 영향을 끼치지 못했다. 베네딕토 12세의 후임자를 선출하기 위해 총 19명의 추기경들 중 18명이 콘클라베에 참여했다. 그 중 14명은 프랑스 사람이었고, 3명은 이탈리아 사람이었으며, 나머지 한 명은 스페인 사람이었다. 베르트랑 드 몽파베즈 추기경은 통풍 때문에 추기경들 중에선 홀로 콘클라베에 참여하지 못했다. 콘클라베는 1342년 5월 5일 주일에 시작되었고, 5월 7일 화요일 아침에 이르러서야 의견이 모아졌다. 당시 추기경 두 명은 5월 8일 잉글랜드의 에드워드 3세 왕에게 “사전에 어떠한 정치 공작 없이 순수하게 하느님의 뜻에 따라 이루어졌다”는 서신을 보냈다. 피에르 로제 추기경이 베네딕토 12세의 뒤를 잇는 교황으로 선택되었다. 그의 즉위식은 5월 19일 성령 강림 대축일, 당시 아비뇽에서 가장 큰 성당이었던 도미니코회 성당에서 거행되었다. 당시 교황 즉위식에는 노르망디 공작이기도 한 프랑스의 장 왕자와 부르고뉴 공작 자크, 빈의 도팽 임베르트 등을 비롯해 많은 주요 인사가 참석하였다. 새 교황은 클레멘스 6세라는 이름을 선택하였다.
새 교황은 자신의 가족들과 따르는 사람들, 지원자들, 추기경들, 로마 교황청의 기대에 부응하는 보답을 하는 것이 관례였기 때문에 클레멘스 6세는 즉위식을 마치자마자 2개월 이내에 아비뇽에 있는 모든 성직자에게 보답하겠다는 약속을 하였다. 이에 당시 전국 교구에서 가난한 성직자들이 대거 아비뇽에 몰려들었는데, 그들의 숫자를 헤아려 보니 어림잡아도 대충 십만 명이나 되었다. 클레멘스 6세는 교황으로서 임기를 시작하자마자 보답 차원에서 교황청의 성직록 확보를 위해 아빠스와 고위 성직자 임명을 유보하고 공석인 자리들에 대해서 선거를 실시하겠다고 공표하였다. 클레멘스 6세는 전임 교황들은 그러한 종류의 정책을 실시한 적이 없다는 말을 듣고 “내 전임자들은 교황이 되는 방법을 몰랐다”고 말한 것으로 전해진다.

### 추기경 서임
교황이 자신의 지지자들에게 보상할 수 있는 가장 좋은 방법 중의 하나는 그들을 추기경에 서임하는 것이었다. 교황 즉위 4개월 후인 1342년 9월 20일, 클레멘스 6세는 추기경 서임을 위한 추기경회의를 소집하였다. 그는 휘그 로제와 아데마르 로베르티, 베르나르 드 라 투르 도베르뉴 등 자신의 조카 세 명을 포함하여 총 열 명의 고위 성직자를 임명하였다. 또한 그는 오베르뉴 백작 로베르 7세의 아들이자 리옹 대교구장인 기 드 불로뉴와 도미니코회 총장이자 자신의 조카인 튈의 제라르 드 다우마 드 라 가르를 추기경에 이명하였다. 튈의 제라르 드 다우마 드 라 가르는 추기경 서임 후 1년이 지난 1343년 9월 27일 선종하였다. 클레멘스 6세는 자신의 고향인 리무쟁 지역과 페리구 출신 다섯 명을 추기경에 서임하였다. 유일한 이탈리아 사람인 피렌체의 안드레아 기니 말피지는 1343년 6월 2일 선종하였다. 추기경단은 이제 완전히 오베르뉴 출신이 다수를 이루는 프랑스화되었다.
1344년 5월 19일 두 명의 새 추기경이 선종하자 피에르 베르트랑 추기경의 조카인 프로방스의 피에르 베르트랑과 교황의 또 다른 조카인 니콜라스 드 베세 등 두 명의 프랑스인으로 대체되었다.
전임자들과 마찬가지로 클레멘스 6세는 모국인 프랑스에 대한 애정이 있었기 때문에 시인 페트라르카 등 로마로 돌아와 달라는 로마 시민들의 요청을 거절하였다. 그렇지만 로마 시민들의 마음을 달래기 위해 그는 1343년 1월 27일 100년에 한 번씩 지내던 성년을 50년으로 줄인다는 칙서 《하느님의 외아드님》(Unigenitus Dei filius)을 반포하였다. 이 문헌에서 그는 대사를 선포하는데 있어서 교황의 권한을 처음으로 자세하게 설명하였다. 이 문헌은 훗날 1518년 아우크스부르크에서 가에타노 추기경이 마르틴 루터와 그가 작성한 95개조 논제를 조사하는데 참고되기도 하였다. 그때까지 《하느님의 외아드님》은 《법조문 법령집들》(Extravagantes)에 포함되어 교회법으로 확립되었다.
1343년 2월 23일 클레멘스 6세는 폰스 사투르니누스를 교황궁 공사 감독관에 임명하면서 재위기간 내내 계속된 건축과 장식 계획에 착수하였다. 이를 통해 교황이 로마로 돌아가지 않겠다는 것과 교황궁 안에 로마 교황청의 여러 부서를 설치하겠다는 의사가 분명히 드러났다. 전임 교황인 베네딕토 12세는 시토회 수사 출신이었기 때문에 교황궁을 짓되 단순히 거처하는데 지장이 없을 정도로만 하였다. 하지만 클레멘스 6세는 과거에 프랑스 궁정에 있었기 때문에 웅장한 규모와 예식이 그의 취향에 들어맞았다. 어쨌든 교황은 통치자였고, 클레멘스 6세는 통치자에 걸맞게 살고 일할 생각이었다. 그는 새 탑과 침실, 알현실, 새 교황 전용 경당, 웅장한 규모의 중앙 계단 등을 주문했다. 또한 그는 교황궁 건물 정면에 두 개의 새 출입구 두 개를 짓도록 하였다.
또한 그는 1348년 나폴리 여왕 조반나 1세에게 8만 개 크라운을 지불하여 아비뇽에 대한 지배권을 손에 넣었다.

### 흑사병
클레멘스 6세는 1347년 흑사병이 처음으로 유럽을 강타했을 때 교황을 지낸 불행을 겪었다. 이 전염병은 아시아와 중동을 휩쓴 후 1347년에서 1350년 사이에 유럽에 들어왔는데, 이 때문에 당시 유럽 인구의 약 3분의 1~2 정도가 사망한 것으로 추정된다. 흑사병이 창궐하자 클레멘스 6세는 이를 하느님의 분노가 내린 것으로 여겼다. 그가 성직자였기 때문에 당연히 예상할 수 있는 반응이었다. 그렇지만 그는 흑사병의 원인을 규명하기 위해 천문학자들의 자문을 구하기도 하였다. 요한네스 데 무리스 같은 경우에는 1341년 물병자리에 있는 세 행성인 토성과 목성, 화성이 일직선으로 겹친 천체이변의 결과로 흑사병이 창궐했다고 주장하였다. 클레멘스 6세의 주치의들은 주위를 횃불로 둥글게 에워싸면 전염병을 피할 수 있다고 조언하였다. 하지만 그는 곧 이러한 조언들에 회의적이 되었고, 아비뇽에 머물면서 환자들의 치료와 죽은 사람들의 매장, 죽어가는 사람들에 대한 사목적 돌봄을 감독하는데 주력하였다. 클레멘스 6세는 다행히 흑사병에 걸리지 않았지만, 희생자가 너무 많아 아비뇽에 더 이상 시신을 묻을 땅이 남아있지 않았다. 그래서 그는 궁여지책으로 론 강을 축복하여 사람들로 하여금 론 강에 시신을 버리도록 하였다. 클레멘스 6세의 주치의들 중 한 사람인 기 드 숄리아크는 흑사병 환자들을 관찰한 것에 근거하여 훗날 《외과학대전》(Chirurgia magna, 1363년)을 펴내 가래톳흑사병과 폐렴 흑사병을 정확히 구별했다.
아마도 1348년에만 해도 여섯 명의 추기경이 선종하자 압박감을 느꼈을 클레멘스 6세는 1348년 5월 29일 자신의 조카이자 이름이 같은 18세의 피에르 로제 드 보포르를 추기경에 서임하였자. 1350년 12월 17일 그는 12명의 추기경을 추가로 서임했다. 그들 중 9명은 프랑스 사람이었는데, 기욤 대그푀이유와 피에르 드 크로스 등 자신의 친척들을 포함해서 리모주 출신은 3명이었다.
흑사병은 또한 유럽에 거주하는 유대인들도 집단 학살로 내몰았다. 당시 유럽 사람들은 흑사병의 원인을 유대인에게 돌리고, 그들을 대규모로 살육하는 일이 자행되었다. 클레멘스 6세는 1348년 이러한 폭력 사태를 규탄하면서 흑사병의 원인을 유대인들 탓으로 돌린 사람들을 향해서 “거짓말쟁이이고 악마에게 유혹당했다”고 비판하는 내용의 칙서 《아무리 불충하더라도》(Quamvis Perfidiam)를 반포하였다. 그는 “유대인들이 극악무도한 범죄를 저질렀기 때문에 전염병이 발생했다는 이야기는 사실이 아니다. 세계 곳곳에서 하느님의 비밀스러운 심판에 의한 전염병은 유대인들 뿐만 아니라 다른 인종들에게도 동일하게 나타나 고통을 안겨다 주고 있기 때문이다.”라고 강조했다. 그는 성직자들에게 자신이 했던 것처럼 유대인들을 보호하기 위한 행동에 나설 것을 촉구하였다.

### 신성 로마 제국
클레멘스 6세는 전임 교황들이 신성 로마 제국의 루트비히 4세 황제와 했던 투쟁을 계속 이어갔다. 1346년 4월 13일 오랜 교섭 끝에 그는 루트비히 4세를 파문하고 카를 4세가 선출되도록 하였다. 1347년 10월 루트비히 4세가 사망하자 카를은 유일무이한 황제로 널리 인정받아 오랫동안 계속되었던 독일의 분열이 종식되었다.
클레멘스 6세는 1343년에 십자군을 선포했으나 1344년 10월 스미르나에 대한 해군의 공격 외에는 아무런 성과도 없었다. 또한 그는 헝가리 왕국의 나폴리 왕국 침공 문제에도 관여했는데, 당시 헝가리의 왕은 러요시 1세였고 나폴리 여왕은 조반나 1세로 선왕의 형제를 암살한 혐의로 기소되었으나 1352년 아비뇽에서 열린 재판에서 무혐의로 풀려났다. 클레멘스 6세는 조반나 1세가 처한 상황을 이용하여 그녀로부터 아비뇽을 사들이는데 성공했다.
클레멘스 6세는 또한 잉글랜드의 에드워드 3세가 교회 재치권을 침해하자 그와의 분쟁에 휘말렸다. 교황은 1344년 칙서를 발표하여 모든 교회와 공직자들의 성직록은 교황청의 성직록에 속한다고 지시하였다. 주교들이 여기에 반대했으나 아무 일도 없었고 에드워드 3세가 1345년 외국인들이 관리하는 모든 성직록을 탈취함으로써 교황에게 보복하였다. 프랑스의 필리프 6세도 에드워드 3세의 방법을 취하자 클레멘스 6세는 추기경들과 교황청의 직원들 및 교황의 가족에게 속한 성직록은 예외로 하였다. 교황은 카스티야와 아라곤의 왕들과도 문제가 있었다. 카스티야와 아라곤에서는 성직록은 문제가 되지 않았으나 교회 관할권과 선종한 주교들의 영지 점유로 인해 약간의 갈등이 있었다. 아르메니아와 동로마 제국 황제 요안니스 6세 칸타쿠지노스와 재일치를 위한 협상에 나섰으나 결실을 맺지 못했다.
이탈리아에서 그는 로마에서 콜라 디 리엔조가 민중들을 선동하여 소요 사태를 일으키면서 교황으로서의 권위에 대한 도전을 받았다. 클레멘스 6세는 처음에 리엔조가 호민관 정부를 세우는 것을 승인했지만 호민관 정부가 시민 대다수의 지지를 등에 업는다면 교황청에 골칫거리가 될 것임을 뒤늦게 깨닫고 교황 사절을 파견해 리엔조를 파문하고 1347년 12월 귀족 당파들의 도움을 받아 그를 로마에서 몰아냈다.

### 폴란드와 보헤미아
클레멘스 6세는 이미 크라쿠프 주교와 사도좌에 의해 성사 참여를 금지당한 폴란드의 카지미에시 3세 왕에게 재차 경고하고 나섰다. 왜냐하면 카지미에시 3세가 여전히 교회를 억압하고 성사 참여 금지령을 준수한 성직자를 괴롭혀 스스로 더욱 가혹한 처벌을 자초하고 있었기 때문이었다. 1345년 교황은 카지미에시 3세와 보헤미아 왕 얀에게 교황 대사를 보내 갈등을 끝내고 화해할 것을 종용하였다. 그리고 만약 그들이 화해하지 않을 경우 파문되어 성사 참여를 할 수 없을 것이라고 경고했다.
마인츠 대주교가 자신이 맡고 있는 프라하 교구에서 고압적인 자세로 일관하여 많은 사람이 불평을 토로하자 클레멘스 6세는 1344년 4월 30일 프라하 교구를 대교구로 승격시키고 첫 대교구장으로 보좌 주교인 올로모우츠를 임명하였다. 이로써 프라하 대교구장은 보헤미아 왕의 대관식을 주재할 권리를 갖게 되었다.

### 사생활

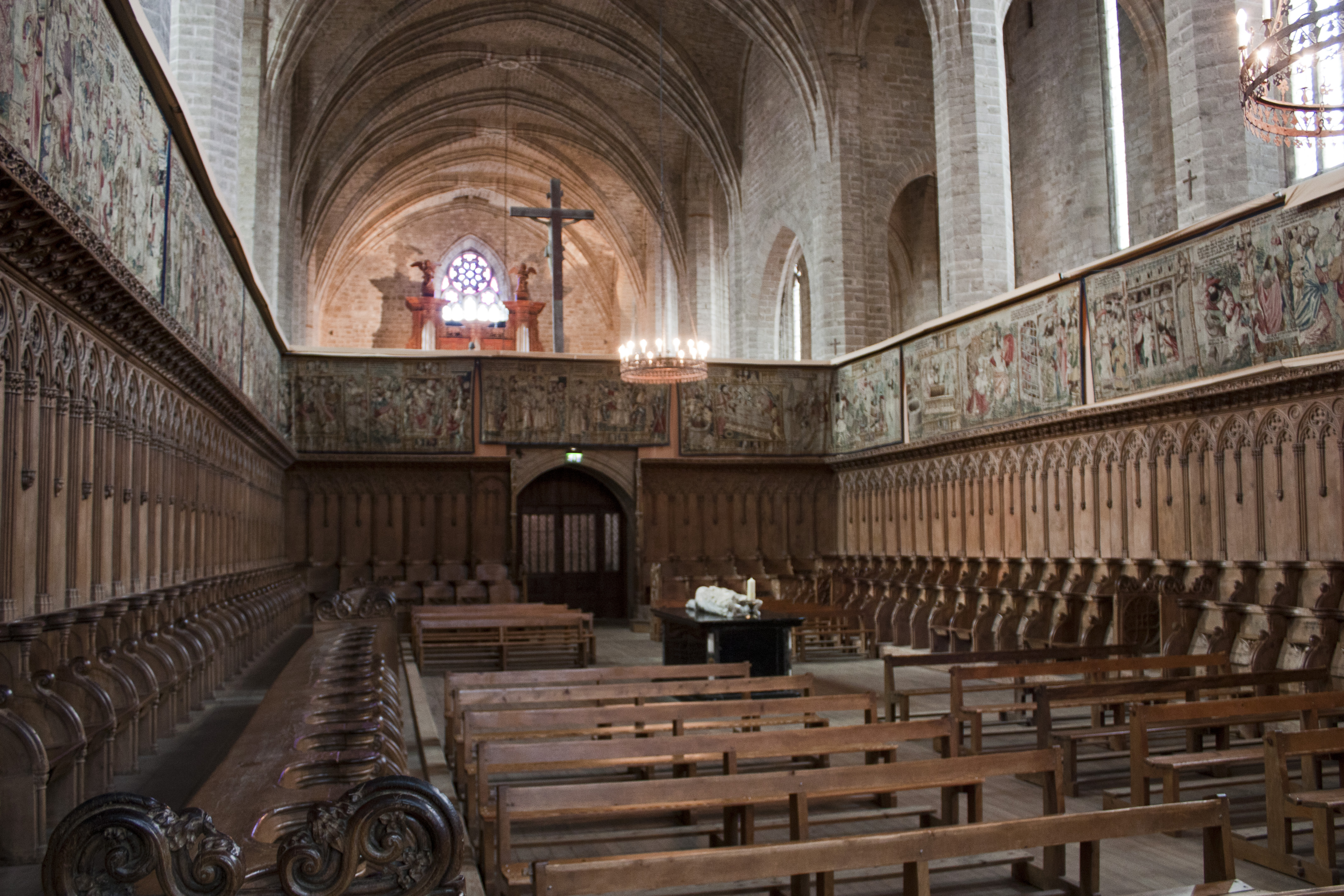
셰즈디외 수도원의 성가대석에 있는 클레멘스 6세의 무덤

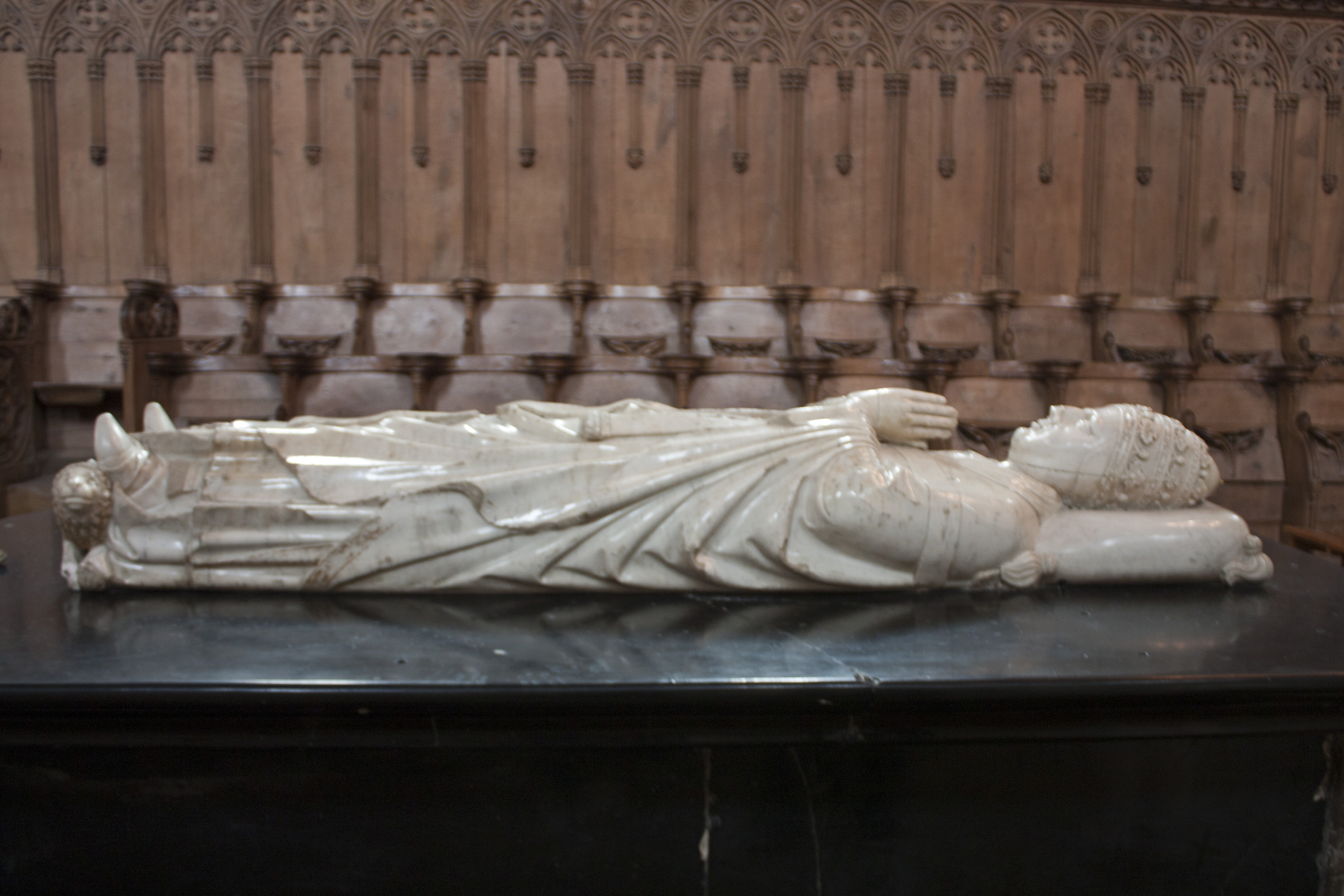
클레멘스 6세의 무덤

시토회 회원이었던 베네딕토 12세와는 달리 베네딕도회 출신이었던 클레멘스 6세는 전임자로부터 물려받은 재산 덕에 넉넉하고 풍족한 삶을 누릴 수 있었다. 그는 스스로 자신이 ‘죄인들 속에서 죄인처럼’ 살았다고 고백했다. 재위기간 동안 그는 교황궁에 새 경당을 추가로 짓고 성 베드로에게 헌정했다. 그는 예술가인 비테르보의 마테오 조바네티에게 교황궁 경당들의 벽면에 사냥하는 모습과 낚시하는 모습을 그리도록 주문했고, 석조 벽을 장식할 대형 태피스트리도 구입했다. 그리고 축제 행사를 할 때 연주할 음악으로 프랑스 북부 출신의 음악가들, 특히 아르스 노바 양식을 구축한 리에주 출신의 음악가들을 모집하였다. 음악을 무척 좋아했던 그는 작곡가들 및 음악 이론가들과 가까이 지냈으며, 그 가운데는 필리프 드 비트리도 있었다. 교황으로 즉위한 후 그가 처음으로 지불한 대상은 음악인들이었다.

### 죽음
클레멘스 6세는 1352년 그간 여러 해 동안 괴롭혀왔던 신장결석 뿐만 아니라 열병과 더불어 종기로 인하여 종양이 발생했다. 교황 클레멘스 6세는 1352년 12월 6일 재위 11년째 되는 날에 선종하였다. 교황이 선종하자 그의 주치의 피에르 드 프로이드빌은 아비뇽에 거주하는 가난한 사람들에게 금화 400리라를 나누어 주었다. 그리고 장례 미사가 집전되는 날, 주교좌 성당으로 가는 행렬 중에 거리의 가난한 사람들에게 40리라의 금화를 나누어 주었다. 클레멘스 6세는 사람들에게 ‘성인은 아니었지만 훌륭한 신사였고 대단히 너그러운 통치자였으며, 미술과 학문의 후원자’라는 칭송을 받았다. 그의 시신은 아비뇽 대성당에 임시 매장되었다가 3개월이 지난 후인 4월 6일에 성대한 행렬을 따라 셰즈디외 수도원으로 이관되었다. 수도원에 당도하자마자 교황의 관은 가르멜회 성당에 잠시 안장되었다가 4월경에 성가대석 중앙으로 옮겨져 최종적으로 안장되었다. 장례 행렬에는 그의 형 보포르의 기욤 로제와 같은 집안 출신인 추기경 다섯 명인 위그 로제와 기욤 드 라 주지, 니콜라 드 베세, 피에르 로제 드 보포르, 기욤 대그푀이유도 함께 했다. 1562년 위그노들이 수도원을 습격할 때 교황의 석관을 에워싸고 있던 그의 일가 친척 동상 44개가 소실되는 등 심한 훼손을 입었다. 현재는 오직 무덤을 덮고 있는 석관만이 남아 당시 건축과 미술 양식을 엿볼 수 있다.

## 같이 보기
- 교황 목록
- 흑사병 의사